# Les Herbes folles
Pour plus de détails, voir Fiche technique et Distribution.
Les Herbes folles est un film franco-italien réalisé par Alain Resnais en 2008 et sorti le 4 novembre 2009, présenté en compétition officielle lors du Festival de Cannes 2009 où son réalisateur a obtenu un Prix exceptionnel du jury.

## Synopsis
Marguerite Muir se fait voler son sac à la sortie d'un magasin du Palais-Royal. Le voleur jette le contenu dans un parking d'un centre commercial de L'Haÿ-les-Roses et Georges Palet le ramasse au pied de sa voiture. Débute alors dans l'imaginaire de Georges une histoire d'amour absurde et surréaliste qui le pousse à harceler de lettres et de coups de téléphone Marguerite qui l'éconduit prudemment.

## Fiche technique
- Titre : Les Herbes folles
- Réalisation : Alain Resnais
- Scénario : Laurent Herbiet, Christian Gailly, Alex Reval, d'après le roman L'Incident[1] de Christian Gailly
- Musique : Mark Snow
- Photographie : Éric Gautier
- Décors : Jacques Saulnier
- Montage : Hervé de Luze
- Storyboard : Pierre-Emmanuel Chatiliez
- Production déléguée : F comme Film, Jean-Louis Livi
- Mandats de ventes à l'étranger : Orly Films, Alain Vannier
- Coproduction française : Studiocanal, France 3 cinéma
- SOFICA : Cinémage 3
- Distribution : 
  - France : Studiocanal
- Pays de production :  France,  Italie
- Langue originale : français
- Durée : 94 minutes
- Dates de sortie : 
  - France : 20 mai 2009 (Festival de Cannes) ; 4 novembre 2009 (sortie nationale)

## Distribution
- André Dussollier : Georges Palet
- Sabine Azéma : Marguerite Muir
- Anne Consigny : Suzanne, la femme de Georges
- Emmanuelle Devos : Josépha Bellotch, dentiste collègue de Marguerite
- Mathieu Amalric : Bernard de Bordeaux, le policier
- Michel Vuillermoz : Lucien d'Orange, le policier
- Édouard Baer : le narrateur
- Annie Cordy : la dame de l'immeuble de Marguerite
- Sara Forestier : Élodie, la fille de Georges et Suzanne
- Nicolas Duvauchelle : Jean-Mi, le compagnon d'Élodie, boxeur
- Vladimir Consigny : Marcelin Palet, le fils de Georges et Suzanne
- Dominique Rozan : Sikorsky
- Jean-Noël Brouté : Mickey
- Elric Covarel-Garcia : l'acolyte no 1
- Valéry Schatz : l'acolyte no 2
- Stefan Godin : l'acolyte no 3
- Grégory Perrin : l'acolyte no 4
- Roger Pierre : Marcel Schwer, le patient âgé de Marguerite
- Jean-Michel Ribes : le patient no 1
- Paul Crauchet : le patient no 2
- Nathalie Kanoui : la patiente no 1
- Adeline Ishiomin : la patiente no 2
- Lisbeth Arazi Mornet : la patiente no 3
- Françoise Gillard : la vendeuse de chaussures
- Magaly Godenaire : la vendeuse de montres
- Rosine Cadoret : la caissière du cinéma
- Vincent Rivard : le serveur
- Dorothée Blanck : la passagère no 1
- Antonin Mineo : le passager
- Emilie Jeauffroy : la passagère no 2
- Patrick Mimoun : Jean-Baptiste Larmeur
- Isabelle Des Courtils : madame Larmeur
- Candice Charles : Élodie Larmeur

## Autour du film
Un hommage est rendu à l'aviatrice virtuose du début des années 1930, Hélène Boucher : elle est citée par le personnage d'André Dussollier, fasciné, comme son père, par le monde de l'aviation, monde représenté dans le film par le personnage de Sabine Azéma, dentiste de profession mais également aviatrice.

## Distinctions
- Alain Resnais a reçu un Prix exceptionnel du jury pour l'ensemble de sa carrière et pour ce film lors du Festival de Cannes 2009.
- 2010 : Nomination au César du meilleur film.